# Кері (округ Айрон, Вісконсин)
Кері (англ. Carey) — місто (англ. town) в США, в окрузі Айрон штату Вісконсин. Населення — 172 особи (2020).

## Демографія
Згідно з переписом 2010 року, у місті мешкали 163 особи в 77 домогосподарствах у складі 48 родин. Було 189 помешкань
Расовий склад населення:
| - 96,9 % — білих |

До двох чи більше рас належало 3,1 %. Частка іспаномовних становила 0,6 % від усіх жителів.
За віковим діапазоном населення розподілялося таким чином: 15,3 % — особи молодші 18 років, 55,9 % — особи у віці 18—64 років, 28,8 % — особи у віці 65 років та старші. Медіана віку мешканця становила 50,9 року. На 100 осіб жіночої статі у місті припадало 96,4 чоловіків;  на 100 жінок у віці від 18 років та старших — 102,9 чоловіків також старших 18 років.
Середній дохід на одне домашнє господарство  становив 61 290 доларів США (медіана — 44 167), а середній дохід на одну сім'ю — 71 967 доларів (медіана — 56 250). За межею бідності перебувало 5,0 % осіб, у тому числі 0,0 % дітей у віці до 18 років та 7,8 % осіб у віці 65 років та старших.
Цивільне працевлаштоване населення становило 63 особи. Основні галузі зайнятості: освіта, охорона здоров'я та соціальна допомога — 38,1 %, роздрібна торгівля — 17,5 %, виробництво — 12,7 %.